# Ruggero Oddi
Ruggero Oddi (Perugia, 20 luglio 1864 – Tunisi, 22 marzo 1913) è stato un anatomista e fisiologo italiano.

## Biografia
Studiò medicina presso Perugia, Bologna e Firenze e nel 1894 fu nominato a capo dell'istituto di fisiologia dell'università di Genova. Nel 1900 fu costretto ad abbandonare la sua posizione a causa dell'utilizzo di narcotici e truffe fiscali. Più tardi diventò medico presso il servizio di medicina delle colonie del Belgio. Per questa attività trascorse molto tempo nel Congo Belga. Morì il 22 marzo 1913 a Tunisi, in Tunisia.

## Studi sui dotti biliari e pancreatici
Mentre era ancora studente, Oddi descrisse un piccolo gruppo di muscoli circolari e longitudinali che si trovavano verso la fine del dotto biliare e del dotto pancreatico. Questa struttura è oggi conosciuta come sfintere di Oddi. Oddi non fu però l'originale scopritore dello sfintere, il fisiologo inglese Francis Glisson lo identificò già due secoli prima, ma Oddi fu il primo che ne scoprì le funzioni.
L'infiammazione della giunzione tra il duodeno e il dotto biliare presso lo sfintere di Oddi è chiamata Oddite.